# Michael Curcija
Michael Dragan Curcija (Adelaide, 27 giugno 1977) è un ex calciatore australiano, di ruolo attaccante.

## Carriera

### Nazionale
Gioca con la selezione olimpica le olimpiadi di Sydney 2000.

Esordisce con l'Australia nel 2000, contro il Kuwait.